# Tour de la Isla de Chongming 2018
La 12.ª edición del Tour de la Isla de Chongming (oficialmente: 2018年环崇明岛 ) se celebró en China entre el 26 y el 28 de abril de 2018. La carrera constó de un total de 3 etapas y recorrió las islas fluviales de Chongming y Changxing sobre una distancia total de 359,3 km.
La prueba hizo parte del UCI WorldTour Femenino 2018 como competencia de categoría 1.WWT del calendario ciclístico de máximo nivel mundial siendo la décima carrera de dicho circuito y fue ganada por la ciclista alemana Charlotte Becker del equipo Hitec Products-Birk Sport. El podio lo completaron la ciclista australiana Shannon Malseed del equipo Tibco-SVB y la ciclista rusa Anastasiia Iakovenko del equipo BTC City Ljubljana.

## Equipos participantes
Tomaron parte en la carrera un total de 18 equipos invitados por la organización de los cuales 16 corresponden a equipos de categoría UCI Team Femenino y 2 selecciones nacionales, quienes conformaron un pelotón de 101 ciclistas de las cuales terminaron 91.
| Equipos femeninos (15)- Alé Cipollini - BTC City Ljubljana - China Liv Pro Cycling - Cylance - Doltcini-Van Eyck Sport - FDJ-Nouvelle Aquitaine-Futuroscope - Hitec Products-Birk Sport - Minsk Cycling Club - Mitchelton-Scott - Swapit Agolico - Thailand Women's Cycling Team - Tibco-Silicon Valley Bank - Valcar PBM - Virtu - Wiggle High5 Equipos nacionales (2)- Hong Kong - Malasia Equipo femenino de ciclismo amateur- Team Dukla Praha Women |
| |

## Etapas
| Etapa     | Fecha     | Recorrido                       | type        | Distancia (km) | Ganador          | Líder            |
| --------- | --------- | ------------------------------- | ----------- | -------------- | ---------------- | ---------------- |
| 1.ª etapa | 26 de abr | Isla Chongming – Isla Chongming | etapa llana | 111,5          | Giorgia Bronzini | Giorgia Bronzini |
| 2.ª etapa | 27 de abr | Isla Changxing – Isla Chongming | etapa llana | 121,3          | Charlotte Becker | Charlotte Becker |
| 3.ª etapa | 28 de abr | Isla Chongming – Isla Chongming | etapa llana | 126,5          | Kirsten Wild     | Charlotte Becker |

## Desarrollo de la carrera

### 1.ª etapa
| Isla Chongming - Isla Chongming | etapa llana | (111,5 km) |

| \| Clasificación de la etapa \| Clasificación de la etapa \| Clasificación de la etapa \| Clasificación de la etapa \| Clasificación de la etapa \| \| Ciclista \| Ciclista \| Equipo \| Tiempo \| \| \| ------------------------- \| ------------------------- \| ---------------------------------- \| ------------------------- \| ------------------------- \| \| 1.ª \| Giorgia Bronzini \| Cylance \| 3 h 38 min 56 s \| \| \| 2.ª \| Kelly Druyts \| Doltcini-Van Eyck Sport \| + 0 s \| \| \| 3.ª \| Silvia Persico \| Valcar PBM \| + 0 s \| \| \| 4.ª \| Sheyla Gutiérrez \| Cylance \| + 0 s \| \| \| 5.ª \| Eugénie Duval \| FDJ-Nouvelle Aquitaine-Futuroscope \| + 0 s \| \| \| 6.ª \| Barbara Guarischi \| Virtu Cycling Women \| + 0 s \| \| \| 7.ª \| Annette Edmondson \| Wiggle High5 \| + 0 s \| \| \| 8.ª \| Hanna Tseraj \| Minsk Cycling Club \| + 0 s \| \| \| 9.ª \| Anastasia Chursina \| BTC City Ljubljana \| + 0 s \| \| \| 10.ª \| Daniela Reis \| Doltcini-Van Eyck Sport \| + 0 s \| \| |                    |                                    |                 |
| |                    |                                    |                 |
| Fuentes: ProCyclingStats Cycling Quotient |                    |                                    |                 |
| Clasificación de la etapa |                    |                                    |                 |
| Ciclista | Ciclista           | Equipo                             | Tiempo          |
| 1.ª | Giorgia Bronzini   | Cylance                            | 3 h 38 min 56 s |
| 2.ª | Kelly Druyts       | Doltcini-Van Eyck Sport            | + 0 s           |
| 3.ª | Silvia Persico     | Valcar PBM                         | + 0 s           |
| 4.ª | Sheyla Gutiérrez   | Cylance                            | + 0 s           |
| 5.ª | Eugénie Duval      | FDJ-Nouvelle Aquitaine-Futuroscope | + 0 s           |
| 6.ª | Barbara Guarischi  | Virtu Cycling Women                | + 0 s           |
| 7.ª | Annette Edmondson  | Wiggle High5                       | + 0 s           |
| 8.ª | Hanna Tseraj       | Minsk Cycling Club                 | + 0 s           |
| 9.ª | Anastasia Chursina | BTC City Ljubljana                 | + 0 s           |
| 10.ª | Daniela Reis       | Doltcini-Van Eyck Sport            | + 0 s           |

| \| Clasificación general \| Clasificación general \| Clasificación general \| Clasificación general \| Clasificación general \| \| Ciclista \| Ciclista \| Equipo \| Tiempo \| \| \| --------------------- \| --------------------- \| ----------------------------- \| --------------------- \| --------------------- \| \| 1.ª \| Giorgia Bronzini \| Cylance \| 3 h 38 min 46 s \| \| \| 2.ª \| Kelly Druyts \| Doltcini-Van Eyck Sport \| + 4 s \| \| \| 3.ª \| Silvia Persico \| Valcar PBM \| + 6 s \| \| \| 4.ª \| Jutatip Maneephan \| Thailand Women's cycling team \| + 7 s \| \| \| 5.ª \| Kirsten Wild \| Wiggle High5 \| + 7 s \| \| \| 6.ª \| Jolien D'Hoore \| Mitchelton-Scott \| + 8 s \| \| \| 7.ª \| Claudia Koster \| Virtu Cycling Women \| + 8 s \| \| \| 8.ª \| Chloe Hosking \| Alé Cipollini \| + 9 s \| \| \| 9.ª \| Ingrid Drexel \| Tibco-Silicon Valley Bank \| + 9 s \| \| \| 10.ª \| Sheyla Gutiérrez \| Cylance \| + 10 s \| \| |                   |                               |                 |
| |                   |                               |                 |
| Fuentes: ProCyclingStats Cycling Quotient |                   |                               |                 |
| Clasificación general |                   |                               |                 |
| Ciclista | Ciclista          | Equipo                        | Tiempo          |
| 1.ª | Giorgia Bronzini  | Cylance                       | 3 h 38 min 46 s |
| 2.ª | Kelly Druyts      | Doltcini-Van Eyck Sport       | + 4 s           |
| 3.ª | Silvia Persico    | Valcar PBM                    | + 6 s           |
| 4.ª | Jutatip Maneephan | Thailand Women's cycling team | + 7 s           |
| 5.ª | Kirsten Wild      | Wiggle High5                  | + 7 s           |
| 6.ª | Jolien D'Hoore    | Mitchelton-Scott              | + 8 s           |
| 7.ª | Claudia Koster    | Virtu Cycling Women           | + 8 s           |
| 8.ª | Chloe Hosking     | Alé Cipollini                 | + 9 s           |
| 9.ª | Ingrid Drexel     | Tibco-Silicon Valley Bank     | + 9 s           |
| 10.ª | Sheyla Gutiérrez  | Cylance                       | + 10 s          |

### 2.ª etapa
| Isla Changxing - Isla Chongming | etapa llana | (121,3 km) |

| \| Clasificación de la etapa \| Clasificación de la etapa \| Clasificación de la etapa \| Clasificación de la etapa \| Clasificación de la etapa \| \| Ciclista \| Ciclista \| Equipo \| Tiempo \| \| \| ------------------------- \| ------------------------- \| ---------------------------------- \| ------------------------- \| ------------------------- \| \| 1.ª \| Charlotte Becker \| Hitec Products-Birk Sport \| 3 h 03 min 22 s \| \| \| 2.ª \| Shannon Malseed \| Tibco-Silicon Valley Bank \| + 0 s \| \| \| 3.ª \| Anastasia Chursina \| BTC City Ljubljana \| + 0 s \| \| \| 4.ª \| Dalia Muccioli \| Valcar PBM \| + 0 s \| \| \| 5.ª \| Coralie Demay \| FDJ-Nouvelle Aquitaine-Futuroscope \| + 3 s \| \| \| 6.ª \| Jolien D'Hoore \| Mitchelton-Scott \| + 1 min 12 s \| \| \| 7.ª \| Giorgia Bronzini \| Cylance \| + 1 min 12 s \| \| \| 8.ª \| Barbara Guarischi \| Virtu Cycling Women \| + 1 min 12 s \| \| \| 9.ª \| Chloe Hosking \| Alé Cipollini \| + 1 min 12 s \| \| \| 10.ª \| Anna Trevisi \| Alé Cipollini \| + 1 min 12 s \| \| |                    |                                    |                 |
| |                    |                                    |                 |
| Fuente: ProCyclingStats |                    |                                    |                 |
| Clasificación de la etapa |                    |                                    |                 |
| Ciclista | Ciclista           | Equipo                             | Tiempo          |
| 1.ª | Charlotte Becker   | Hitec Products-Birk Sport          | 3 h 03 min 22 s |
| 2.ª | Shannon Malseed    | Tibco-Silicon Valley Bank          | + 0 s           |
| 3.ª | Anastasia Chursina | BTC City Ljubljana                 | + 0 s           |
| 4.ª | Dalia Muccioli     | Valcar PBM                         | + 0 s           |
| 5.ª | Coralie Demay      | FDJ-Nouvelle Aquitaine-Futuroscope | + 3 s           |
| 6.ª | Jolien D'Hoore     | Mitchelton-Scott                   | + 1 min 12 s    |
| 7.ª | Giorgia Bronzini   | Cylance                            | + 1 min 12 s    |
| 8.ª | Barbara Guarischi  | Virtu Cycling Women                | + 1 min 12 s    |
| 9.ª | Chloe Hosking      | Alé Cipollini                      | + 1 min 12 s    |
| 10.ª | Anna Trevisi       | Alé Cipollini                      | + 1 min 12 s    |

| \| Clasificación general \| Clasificación general \| Clasificación general \| Clasificación general \| Clasificación general \| \| Ciclista \| Ciclista \| Equipo \| Tiempo \| \| \| --------------------- \| --------------------- \| ---------------------------------- \| --------------------- \| --------------------- \| \| 1.ª \| Charlotte Becker \| Hitec Products-Birk Sport \| 5 h 42 min 05 s \| \| \| 2.ª \| Shannon Malseed \| Tibco-Silicon Valley Bank \| + 5 s \| \| \| 3.ª \| Anastasia Chursina \| BTC City Ljubljana \| + 8 s \| \| \| 4.ª \| Dalia Muccioli \| Valcar PBM \| + 13 s \| \| \| 5.ª \| Coralie Demay \| FDJ-Nouvelle Aquitaine-Futuroscope \| + 16 s \| \| \| 6.ª \| Giorgia Bronzini \| Cylance \| + 1 min 13 s \| \| \| 7.ª \| Kelly Druyts \| Doltcini-Van Eyck Sport \| + 1 min 19 s \| \| \| 8.ª \| Jolien D'Hoore \| Mitchelton-Scott \| + 1 min 20 s \| \| \| 9.ª \| Silvia Persico \| Valcar PBM \| + 1 min 21 s \| \| \| 10.ª \| Jutatip Maneephan \| Thailand Women's cycling team \| + 1 min 22 s \| \| |                    |                                    |                 |
| |                    |                                    |                 |
| Fuente: ProCyclingStats |                    |                                    |                 |
| Clasificación general |                    |                                    |                 |
| Ciclista | Ciclista           | Equipo                             | Tiempo          |
| 1.ª | Charlotte Becker   | Hitec Products-Birk Sport          | 5 h 42 min 05 s |
| 2.ª | Shannon Malseed    | Tibco-Silicon Valley Bank          | + 5 s           |
| 3.ª | Anastasia Chursina | BTC City Ljubljana                 | + 8 s           |
| 4.ª | Dalia Muccioli     | Valcar PBM                         | + 13 s          |
| 5.ª | Coralie Demay      | FDJ-Nouvelle Aquitaine-Futuroscope | + 16 s          |
| 6.ª | Giorgia Bronzini   | Cylance                            | + 1 min 13 s    |
| 7.ª | Kelly Druyts       | Doltcini-Van Eyck Sport            | + 1 min 19 s    |
| 8.ª | Jolien D'Hoore     | Mitchelton-Scott                   | + 1 min 20 s    |
| 9.ª | Silvia Persico     | Valcar PBM                         | + 1 min 21 s    |
| 10.ª | Jutatip Maneephan  | Thailand Women's cycling team      | + 1 min 22 s    |

### 3.ª etapa
| Isla Chongming - Isla Chongming | etapa llana | (126,5 km) |

| \| Clasificación de la etapa \| Clasificación de la etapa \| Clasificación de la etapa \| Clasificación de la etapa \| Clasificación de la etapa \| \| Ciclista \| Ciclista \| Equipo \| Tiempo \| \| \| ------------------------- \| ------------------------- \| ----------------------------- \| ------------------------- \| ------------------------- \| \| 1.ª \| Kirsten Wild \| Wiggle High5 \| 3 h 03 min 50 s \| \| \| 2.ª \| Jolien D'Hoore \| Mitchelton-Scott \| + 0 s \| \| \| 3.ª \| Giorgia Bronzini \| Cylance \| + 0 s \| \| \| 4.ª \| Kelly Druyts \| Doltcini-Van Eyck Sport \| + 0 s \| \| \| 5.ª \| Barbara Guarischi \| Virtu Cycling Women \| + 0 s \| \| \| 6.ª \| Chloe Hosking \| Alé Cipollini \| + 0 s \| \| \| 7.ª \| Jutatip Maneephan \| Thailand Women's cycling team \| + 0 s \| \| \| 8.ª \| Kendall Ryan \| Tibco-Silicon Valley Bank \| + 0 s \| \| \| 9.ª \| Kelly Markus \| Doltcini-Van Eyck Sport \| + 0 s \| \| \| 10.ª \| Katerina Kohoutková \| Team Dukla Praha \| + 0 s \| \| |                     |                               |                 |
| |                     |                               |                 |
| Fuente: ProCyclingStats |                     |                               |                 |
| Clasificación de la etapa |                     |                               |                 |
| Ciclista | Ciclista            | Equipo                        | Tiempo          |
| 1.ª | Kirsten Wild        | Wiggle High5                  | 3 h 03 min 50 s |
| 2.ª | Jolien D'Hoore      | Mitchelton-Scott              | + 0 s           |
| 3.ª | Giorgia Bronzini    | Cylance                       | + 0 s           |
| 4.ª | Kelly Druyts        | Doltcini-Van Eyck Sport       | + 0 s           |
| 5.ª | Barbara Guarischi   | Virtu Cycling Women           | + 0 s           |
| 6.ª | Chloe Hosking       | Alé Cipollini                 | + 0 s           |
| 7.ª | Jutatip Maneephan   | Thailand Women's cycling team | + 0 s           |
| 8.ª | Kendall Ryan        | Tibco-Silicon Valley Bank     | + 0 s           |
| 9.ª | Kelly Markus        | Doltcini-Van Eyck Sport       | + 0 s           |
| 10.ª | Katerina Kohoutková | Team Dukla Praha              | + 0 s           |

## Clasificaciones finales
Las clasificaciones finalizaron de la siguiente forma:

### Clasificación general
| \| Clasificación general \| Clasificación general \| Clasificación general \| Clasificación general \| Clasificación general \| \| Ciclista \| Ciclista \| Equipo \| Tiempo \| \| \| --------------------- \| --------------------- \| ---------------------------------- \| --------------------- \| --------------------- \| \| 1.ª \| Charlotte Becker \| Hitec Products-Birk Sport \| 8 h 45 min 55 s \| \| \| 2.ª \| Shannon Malseed \| Tibco-Silicon Valley Bank \| + 5 s \| \| \| 3.ª \| Anastasia Chursina \| BTC City Ljubljana \| + 8 s \| \| \| 4.ª \| Dalia Muccioli \| Valcar PBM \| + 13 s \| \| \| 5.ª \| Coralie Demay \| FDJ-Nouvelle Aquitaine-Futuroscope \| + 16 s \| \| \| 6.ª \| Giorgia Bronzini \| Cylance \| + 1 min 04 s \| \| \| 7.ª \| Kirsten Wild \| Wiggle High5 \| + 1 min 12 s \| \| \| 8.ª \| Jolien D'Hoore \| Mitchelton-Scott \| + 1 min 13 s \| \| \| 9.ª \| Chloe Hosking \| Alé Cipollini \| + 1 min 18 s \| \| \| 10.ª \| Kelly Druyts \| Doltcini-Van Eyck Sport \| + 1 min 19 s \| \| |                    |                                    |                 |
| |                    |                                    |                 |
| Fuente: ProCyclingStats |                    |                                    |                 |
| Clasificación general |                    |                                    |                 |
| Ciclista | Ciclista           | Equipo                             | Tiempo          |
| 1.ª | Charlotte Becker   | Hitec Products-Birk Sport          | 8 h 45 min 55 s |
| 2.ª | Shannon Malseed    | Tibco-Silicon Valley Bank          | + 5 s           |
| 3.ª | Anastasia Chursina | BTC City Ljubljana                 | + 8 s           |
| 4.ª | Dalia Muccioli     | Valcar PBM                         | + 13 s          |
| 5.ª | Coralie Demay      | FDJ-Nouvelle Aquitaine-Futuroscope | + 16 s          |
| 6.ª | Giorgia Bronzini   | Cylance                            | + 1 min 04 s    |
| 7.ª | Kirsten Wild       | Wiggle High5                       | + 1 min 12 s    |
| 8.ª | Jolien D'Hoore     | Mitchelton-Scott                   | + 1 min 13 s    |
| 9.ª | Chloe Hosking      | Alé Cipollini                      | + 1 min 18 s    |
| 10.ª | Kelly Druyts       | Doltcini-Van Eyck Sport            | + 1 min 19 s    |

### Clasificación por puntos
| Clasificación por puntos | Clasificación por puntos | Clasificación por puntos  | Clasificación por puntos | Clasificación por puntos |
| Ciclista                 | Ciclista                 | Equipo                    | Puntos                   |                          |
| ------------------------ | ------------------------ | ------------------------- | ------------------------ | ------------------------ |
| 1.ª                      | Giorgia Bronzini         | Cylance                   | 39 pts                   |                          |
| 2.ª                      | Jolien D'Hoore           | Mitchelton-Scott          | 26 pts                   |                          |
| 3.ª                      | Kelly Druyts             | Doltcini-Van Eyck Sport   | 20 pts                   |                          |
| 4.ª                      | Charlotte Becker         | Hitec Products-Birk Sport | 19 pts                   |                          |
| 5.ª                      | Kirsten Wild             | Wiggle High5              | 19 pts                   |                          |
| 6.ª                      | Chloe Hosking            | Alé Cipollini             | 17 pts                   |                          |
| 7.ª                      | Shannon Malseed          | Tibco-Silicon Valley Bank | 15 pts                   |                          |
| 8.ª                      | Barbara Guarischi        | Virtu Cycling Women       | 14 pts                   |                          |
| 9.ª                      | Anastasia Chursina       | BTC City Ljubljana        | 13 pts                   |                          |
| 10.ª                     | Silvia Persico           | Valcar PBM                | 10 pts                   |                          |

### Clasificación de la montaña
| Clasificación de la montaña | Clasificación de la montaña | Clasificación de la montaña | Clasificación de la montaña | Clasificación de la montaña |
| Ciclista                    | Ciclista                    | Equipo                      | Puntos                      |                             |
| --------------------------- | --------------------------- | --------------------------- | --------------------------- | --------------------------- |
| 1.ª                         | Lucy Garner                 | Wiggle High5                | 2 pts                       |                             |
| 2.ª                         | Paola Muñoz                 | Swapit Agolico              | 1 pt                        |                             |

### Clasificación del mejor joven
| Clasificación del mejor joven | Clasificación del mejor joven | Clasificación del mejor joven | Clasificación del mejor joven | Clasificación del mejor joven |
| Ciclista                      | Ciclista                      | Equipo                        | Tiempo                        |                               |
| ----------------------------- | ----------------------------- | ----------------------------- | ----------------------------- | ----------------------------- |
| 1.ª                           | Anastasia Chursina            | BTC City Ljubljana            | 8 h 46 min 03 s               |                               |
| 2.ª                           | Silvia Persico                | Valcar PBM                    | + 1 min 13 s                  |                               |
| 3.ª                           | Hanna Tseraj                  | Minsk Cycling Club            | + 1 min 17 s                  |                               |
| 4.ª                           | Katerina Kohoutková           | Team Dukla Praha              | + 1 min 17 s                  |                               |
| 5.ª                           | Tereza Neumanová              | Team Dukla Praha              | + 1 min 17 s                  |                               |
| 6.ª                           | Jelena Erić                   | Cylance                       | + 1 min 17 s                  |                               |
| 7.ª                           | Taisa Naskovich               | Minsk Cycling Club            | + 1 min 17 s                  |                               |
| 8.ª                           | Chaniporn Batriya             | Thailand Women's cycling team | + 1 min 17 s                  |                               |
| 9.ª                           | Nikola Bajgerová              | Team Dukla Praha              | + 1 min 17 s                  |                               |
| 10.ª                          | Bryony van Velzen             | Doltcini-Van Eyck Sport       | + 1 min 17 s                  |                               |

### Clasificación por equipos
| Clasificación por equipos | Clasificación por equipos          | Clasificación por equipos | Clasificación por equipos |
| Equipo                    | Equipo                             | Tiempo                    |                           |
| ------------------------- | ---------------------------------- | ------------------------- | ------------------------- |
| 1.º                       | Tibco-Silicon Valley Bank          | 26 h 20 min 48 s          |                           |
| 2.º                       | Valcar PBM                         | + 0 s                     |                           |
| 3.º                       | Hitec Products-Birk Sport          | + 0 s                     |                           |
| 4.º                       | BTC City Ljubljana                 | + 0 s                     |                           |
| 5.º                       | FDJ-Nouvelle Aquitaine-Futuroscope | + 3 s                     |                           |
| 6.º                       | Cylance                            | + 1 min 12 s              |                           |
| 7.º                       | Doltcini-Van Eyck Sport            | + 1 min 12 s              |                           |
| 8.º                       | Team Dukla Praha Women             | + 1 min 12 s              |                           |
| 9.º                       | Minsk Cycling Club                 | + 1 min 12 s              |                           |
| 10.º                      | Thailand Women's Cycling Team      | + 1 min 12 s              |                           |

## Evolución de las clasificaciones
| Etapa                   | Vencedora               | Clasificación general | Clasificación por puntos | Clasificación de la montaña | Clasificación de las jóvenes | Clasificación de la mejor asiática | Clasificación por equipos |
| ----------------------- | ----------------------- | --------------------- | ------------------------ | --------------------------- | ---------------------------- | ---------------------------------- | ------------------------- |
| 1.ª                     | Giorgia Bronzini        | Giorgia Bronzini      | Giorgia Bronzini         | Lucy Garner                 | Silvia Persico               | Jutatip Maneephan                  | Cylance                   |
| 2.ª                     | Charlotte Becker        | Charlotte Becker      | Giorgia Bronzini         | Lucy Garner                 | Anastasiia Iakovenko         | Jutatip Maneephan                  | Tibco-SVB                 |
| 3.ª                     | Kirsten Wild            | Charlotte Becker      | Giorgia Bronzini         | Lucy Garner                 | Anastasiia Iakovenko         | Jutatip Maneephan                  | Tibco-SVB                 |
| Clasificaciones finales | Clasificaciones finales | Charlotte Becker      | Giorgia Bronzini         | Lucy Garner                 | Anastasiia Iakovenko         | Jutatip Maneephan                  | Tibco-SVB                 |

## Ciclistas participantes y posiciones finales
Convenciones:
- AB-N: Abandono en la etapa "N"
- FLT-N: Retiro por llegada fuera del límite de tiempo en la etapa "N"
- NTS-N: No tomó la salida para la etapa "N"
- DES-N: Descalificado o expulsado en la etapa "N"

## UCI WorldTour Femenino
La Tour de la Isla de Chongming otorga puntos para el UCI WorldTour Femenino 2018 y el UCI World Ranking Femenino, incluyendo a todas las corredoras de los equipos en las categorías UCI Team Femenino. Las siguientes tablas muestran el baremo de puntuación y las 10 corredoras que obtuvieron más puntos:
| Posición              | 1.ª | 2.ª | 3.ª | 4.ª | 5.ª | 6.ª | 7.ª | 8.ª | 9.ª | 10.ª | 11.ª | 12.ª | 13.ª | 14.ª | 15.ª | 16.ª-30.ª | 31.ª-40.ª |
| Clasificación general | 200 | 150 | 125 | 100 | 85  | 70  | 60  | 50  | 40  | 35   | 30   | 25   | 20   | 15   | 10   | 5         | 3         |
| Por etapa             | 25  | 20  | 18  | 16  | 14  | 12  | 10  | 8   | 6   | 4    |      |      |      |      |      |           |           |
| Líder                 | 5   |     |     |     |     |     |     |     |     |      |      |      |      |      |      |           |           |

| Clasificación |                      |                                    |         |       |       |       |
| Posición      | Ciclista             | Equipo                             | General | Etapa | Líder | Total |
| ------------- | -------------------- | ---------------------------------- | ------- | ----- | ----- | ----- |
| 1.ª           | Charlotte Becker     | Hitec Products-Birk Sport          | 200     | 25    | 5     | 230   |
| 2.ª           | Shannon Malseed      | Tibco-SVB                          | 150     | 20    | -     | 170   |
| 3.ª           | Anastasiia Iakovenko | BTC City Ljubljana                 | 125     | 24    | -     | 149   |
| 4.ª           | Giorgia Bronzini     | Cylance                            | 70      | 53    | 5     | 128   |
| 5.ª           | Dalia Muccioli       | Valcar PBM                         | 100     | 16    | -     | 116   |
| 6.ª           | Coralie Demay        | FDJ Nouvelle Aquitaine Futuroscope | 85      | 14    | -     | 99    |
| 7.ª           | Kirsten Wild         | Wiggle High5                       | 60      | 25    | -     | 85    |
| 8.ª           | Jolien D'Hoore       | Mitchelton-Scott                   | 50      | 32    | -     | 82    |
| 9.ª           | Kelly Druyts         | Doltcini-Van Eyck Sport            | 35      | 36    | -     | 71    |
| 10.ª          | Chloe Hosking        | Alé Cipollini                      | 40      | 18    | -     | 58    |